# Công tước xứ York
Công tước xứ York (tiếng Anh: Duke of York) là một tước hiệu quý tộc của Vương thất Anh, được đặt theo tên thành phố York, nước Anh. Đã từng có tám lần tấn phong tước hiệu từ năm 1385. Công tước hiện tại của York là Vương tử Andrew và vợ ông Sarah là Công tước phu nhân của York.

## Lịch sử
Vào thời Trung cổ, York là thành phố chính của miền Bắc nước Anh, tước hiệu Công tước xứ York lần đầu tiên được tạo ra vào thời kỳ Đẳng cấp quý tộc Anh năm 1385 cho Edmund xứ Langley và lần lượt chuyền lại cho 3 đời hậu duệ của ông là Edward, Công tước thứ 2 của York, Richard Plantagenet, Công tước thứ 3 của York và Edward Plantagenet, Công tước thứ 4 của York. Vào năm 1641, Edward Plantagenet lên ngôi với tên gọi là Edward IV của Anh và tước hiệu này đã biến mất vì hợp nhất với Vương miện.
Dưới thời vua Edward IV của Anh, tước hiệu đã được tấn phong cho người con thứ 4 của ông, Richard của Shrewsbury nhưng vị hoàng tử này qua đời trong một vụ mất tích khi mới 10 tuổi khiến cho tước hiệu một lần nữa biến mất.
Từ thế kỷ 15, theo truyền thống, tước hiệu Công tước xứ York thường được phong cho con trai thứ 2 hợp pháp của người đứng đầu Anh Quốc.
Lần phong thứ 3 cho Henry Tudor con trai thứ 2 của Henry VII của Anh và khi ông kế vị ngai vàng thay cho người anh trai đã qua đời với tên gọi là Henry VIII vào năm 1509, các tước hiệu của ông đã hợp nhất vào Vương miện.
James VI và I đã tái tấn phong tước hiệu này cho Charles Stuart con trai của ông. Nhưng vào năm 1625, ông trở thành Charles I và tước hiệu này một lần nữa được hợp nhất vào Vương miện. Và lần phong thứ 5 là cho James Stuart (sau này là James II của Anh). Lần phong tiếp theo là cho Hoàng tử George con trai thứ 2 của Edward, Thân vương xứ Wales (sau là Edward VII của Anh) nhưng sau cái chết của người anh cả Vương tử Albert Victor, George đứng thứ 2 trong hàng thừa kế và trở thành vua khi cha qua đời. Lần phong thứ 7 cho Hoàng tử Albert người con trai thứ 2 của vua George V, việc Albert bất ngờ lên ngôi khi anh trai ông Edward VIII thoái vị, dưới vương hiệu George VI của Anh, tước hiệu cũng thế mà sát nhập vào Vương miện.
Lần phong gần đây nhất là cho Vương tử Andrew, con trai thứ hai của Nữ vương Elizabeth II vào ngày cưới của ông với Sarah Ferguson.

## Danh sách Công tước xứ York

### Lần phong đầu tiên
| Công tước | Sinh                                                                                                 | Hôn phối                                                        | Mất                                         | Chân dung |
| --- | --- | --------------------------------------------------------------- | ------------------------------------------- | --------- |
| Vương tử Edmund xứ Langley Nhà York 1385–1402 các tước hiệu khác: Bá tước Cambridge (1362) | 5 tháng 6 năm 1341 Kings Langley Con trai thứ 4 còn sống của Vua Edward III và Philippa của Hainault | Isabel của Castilla năm 1372 3 người con Joan Holland không con | 1 tháng 8 năm 1402 Kings Langley 61 tuổi    |           |
| Vương tử Edward xứ Norwich Nhà York 1402–1415 các tước hiệu khác: Công tước xứ Aumale (1397–1399), Bá tước Cambridge (1362–1414), Bá tước Rutland (1390–1402), Bá tước Cork (1396) | năm 1373 Norwich Con trai của Edmund xứ Langley bởi người vợ đầu tiên Isabella của Castile           | Philippa de Mohun không có con                                  | 25 tháng 10 năm 1415 Trận Agincourt 42 tuổi |           |
| Richard của York Nhà York 1425–1460 các tước hiệu khác: Chúa Bảo hộ của Anh, Thân vương xứ Wales và Bá tước Chester, Công tước xứ Cornwall (1460), Bá tước Ulster (1264), Bá tước March (1328), Bá tước Cambridge (1414, được phục hồi 1426), Lãnh chúa thời phong kiến của Clare (1066–1075), Nam tước Mortimer của Wigmore (1331) | 21 tháng 9 năm 1411 Con trai lớn của Edward xứ Norwich và cháu trai của Edmund xứ Langley            | Cecily Neville năm 1437 13 người con                            | 30 tháng 12 năm 1460 Wakefield 49 tuổi      |           |
| Edward Plantagenet Nhà York 1460–1461 các tước hiệu khác: Bá tước Ulster (1264), Bá tước tháng Ba (1328), Bá tước Cambridge (1414), Lãnh chúa thời phong kiến của Clare (1066–1075), Nam tước Mortimer của Wigmore (1331) | 28 tháng 4 năm 1442 Rouen Con trai lớn của Richard của York với vợ là Cecily Neville                 | Elizabeth Woodville 1 tháng 5 năm 1464 10 người con             | 9 tháng 4 năm 1483 Westminster 40 tuổi      |           |
| Edward Plantagenet lật đổ Vua Henry VI, trở thành vua năm 1461 với tên gọi Edward IV và tước hiệu công tước hợp nhất trên vương miện | |                                                                 |                                             |           |

### Lần phong thứ hai
| Công tước | Sinh                                                                                     | Hôn phối                                         | Mất                      | Chân dung |
| --- | ---------------------------------------------------------------------------------------- | ------------------------------------------------ | ------------------------ | --------- |
| Vương tử Richard xứ Shrewsbury Nhà York 1474–1483 các tước hiệu khác: Công tước Norfolk (1477), Bá tước Norfolk (1477), Bá tước Nottingham (1476), Bá tước Warenne (1477) | 17 tháng 8 năm 1473 Shrewsbury Con trai thứ hai của Vua Edward IV và Elizabeth Woodville | Anne de Mowbray 15 tháng 1 năm 1478 không có con | mất tích ở Tháp Luân Đôn |           |
| Sau vụ mất tích của Richard xứ Shrewsbury các tước vị của ông đã bị thu hồi và tiệt chủng                                                                                 |                                                                                          |                                                  |                          |           |

### Lần phong thứ ba
| Công tước | Sinh                                                                                             | Hôn phối | Mất                                                       | Chân dung |
| --- | ------------------------------------------------------------------------------------------------ | --- | --------------------------------------------------------- | --------- |
| Vương tử Henry Tudor Nhà Tudor 1494–1509 các tước hiệu khác: Thân vương xứ Wales (1504), Công tước xứ Cornwall (1337)                                                                          | 28 tháng 6 năm 1491 Cung điện Placentia Con trai thứ hai của Vua Henry VII và Elizabeth của York | Catalina của Aragón11 tháng 6 năm 1509 – 23 tháng 5 năm 1533 (tiêu hôn) 1 con gái thành niên là Mary I của Anh. Anne Boleyn 25 tháng 1 năm 1533 – 17 tháng 5 năm 1536 (tiêu hôn) 1 con gái thành niên là Elizabeth I của Anh. Jane Seymour 30 tháng 5 năm 1536 - 24 tháng 10 năm 1537 1 con trai là Edward VI của Anh. Anna xứ Kleve 6 tháng 1 năm 1540 – 9 tháng 7 năm 1540 (tiêu hôn) Không con cái. Catherine Howard 28 tháng 7 năm 1540 – 23 tháng 11 năm 1541 Không con cái. Catherine Parr 12 tháng 7 năm 1543 Không con cái. | 28 tháng 1 năm 1547 Cung điện Whitehall, Luân Đôn 55 tuổi |           |
| Khi anh trai Arthur, Thân vương xứ Wales qua đời, Henry Tudor trở thành người kế vị đầu tiên trong hàng lên ngôi và với tên gọi Henry VIII vào năm 1509, các tước hiệu hợp nhất với vương miện |                                                                                                  | |                                                           |           |

### Lần phong thứ tư
| Công tước | Sinh                                                                                                   | Hôn phối                                                 | Mất                                                       | Chân dung |
| --- | --- | -------------------------------------------------------- | --------------------------------------------------------- | --------- |
| Vương tử Charles Stuart Nhà Stuart 1605–1625 các tước hiệu khác: Công tước Albany (1600), Thân vương xứ Wales (1616), Công tước xứ Cornwall và Công tước xứ Rothesay (1612) | 19 tháng 11 năm 1600 Cung điện Dunfermline Con trai thứ hai của Vua James VI và I và Anna của Đan Mạch | Henriette Marie của Pháp 13 tháng 6 năm 1625 9 người con | 30 tháng 1 năm 1649 Cung điện Whitehall, Luân Đôn 48 tuổi |           |
| Trở thành người kế vị sau cái chết của anh trai, vào năm 1625 dưới tên gọi Charles I, các tước hiệu sát nhập vào vương miện                                                 | |                                                          |                                                           |           |

### Lần phong thứ năm
| Công tước | Sinh | Hôn phối                                                                                                  | Mất                                                                 | Chân dung |
| --- | --- | --- | ------------------------------------------------------------------- | --------- |
| Vương tử James Stuart Nhà Stuart 1644–1685 các tước hiệu khác: Công tước xứ Albany (1660), Bá tước Ulster (1659) | 14 tháng 10 năm 1633 Cung điện Thánh James, Luân Đôn Con trai thứ hai của Vua Charles I và Henriette Marie của Pháp | Anne Hyde 13 tháng 6 năm 1625 (mất năm 1671) 9 người con Maria xứ Modena 21 tháng 11 năm 1673 7 người con | 16 tháng 9 năm 1701 Château de Saint-Germain-en-Laye, Paris 55 tuổi |           |
| James kế vị trở thành James II vào năm 1685, các tước hiệu hợp nhất với vương miện                               | | |                                                                     |           |

### Lần phong thứ sáu
| Công tước | Sinh                                                                                                  | Hôn phối                                    | Mất                                                           | Chân dung |
| --- | --- | ------------------------------------------- | ------------------------------------------------------------- | --------- |
| Vương tử George Nhà Saxe-Coburg và Gotha (nay là Windsor) 1892–1910 các tước hiệu khác: Bá tước Inverness và Nam tước Killarney (1892), Thân vương xứ Wales, Công tước xứ Cornwall và Công tước Rothesay (1901) | 3 tháng 6 năm 1865 Dinh thự Marlborough Con trai thứ hai của Vua Edward VII và Alexandra của Đan Mạch | Mary xứ Teck 6 tháng 7 năm 1893 6 người con | 20 tháng 1 năm 1936 Dinh thự Sandringham, Sandringham 70 tuổi |           |
| George kế vị với tên gọi George V vào năm 1910 và tước hiệu công tước được hợp nhất với vương miện. | |                                             |                                                               |           |

### Lần phong thứ bảy
| Công tước | Sinh | Hôn phối                                           | Mất                                                         | Chân dung |
| --- | --- | -------------------------------------------------- | ----------------------------------------------------------- | --------- |
| Vương tử Albert Nhà Windsor 1920–1936 các tước hiệu khác: Bá tước Inverness và Nam tước Killarney (1920)                         | 14 tháng 12 năm 1895 Dinh thự Sandringham, Sandringham Con trai thứ hai của Vua George V và Mary xứ Teck | Elizabeth Bowes-Lyon 26 tháng 4 năm 1923 2 con gái | 6 tháng 2 năm 1952 Dinh thự Sandringham,Sandringham 56 tuổi |           |
| Albert kế vị dưới tên gọi George VI vào năm 1936 sau khi anh trai Edward VIII thoái vị và tước hiệu được sát nhập vào vương miện | |                                                    |                                                             |           |

### Lần phong thứ tám
| Công tước                                                                                                | Sinh | Hôn phối                                                                    | Chân dung |
| --- | --- | --------------------------------------------------------------------------- | --------- |
| Vương tử Andrew Nhà Windsor 1986–nay các tước hiệu khác: Bá tước Inverness và Nam tước Killyleagh (1986) | 19 tháng 2 năm 1960 Cung điện Buckingham Con trai thứ hai của Nữ vương Elizabeth II và Philippos của Hy Lạp và Đan Mạch | Sarah Ferguson 23 tháng 7 năm 1986 - 30 tháng 5 năm 1996 (ly hôn) 2 con gái |           |